# خاک‌بازی
حمام خاک یا خاک‌بازی (به انگلیسی: Dust bathing)، یکی از رفتارهای طیف وسیعی از گونه‌های پستانداران و پرندگان است که برای حفظ و نگهداری بدن و با هدف پاک کردنِ پوشش پشم، پر یا پوست و زدودنِ انگلها انجام می‌شود. وجه مشخصهٔ خاک‌بازی غلت زدن یا تکان خوردن در خاک است. مثل حمام در آب یا غلت زدن در گل، خاک‌بازی نیز برای برخی از جانوران به منظور تمیز کردن پرها و پوست یا پشم ضروری است. در برخی از پستانداران، خاک‌بازی یکی از راه‌های انتقال علائم شیمیایی به خاک برای مشخص کردن محدوده و قلمروِ جانور است.

## پرندگان

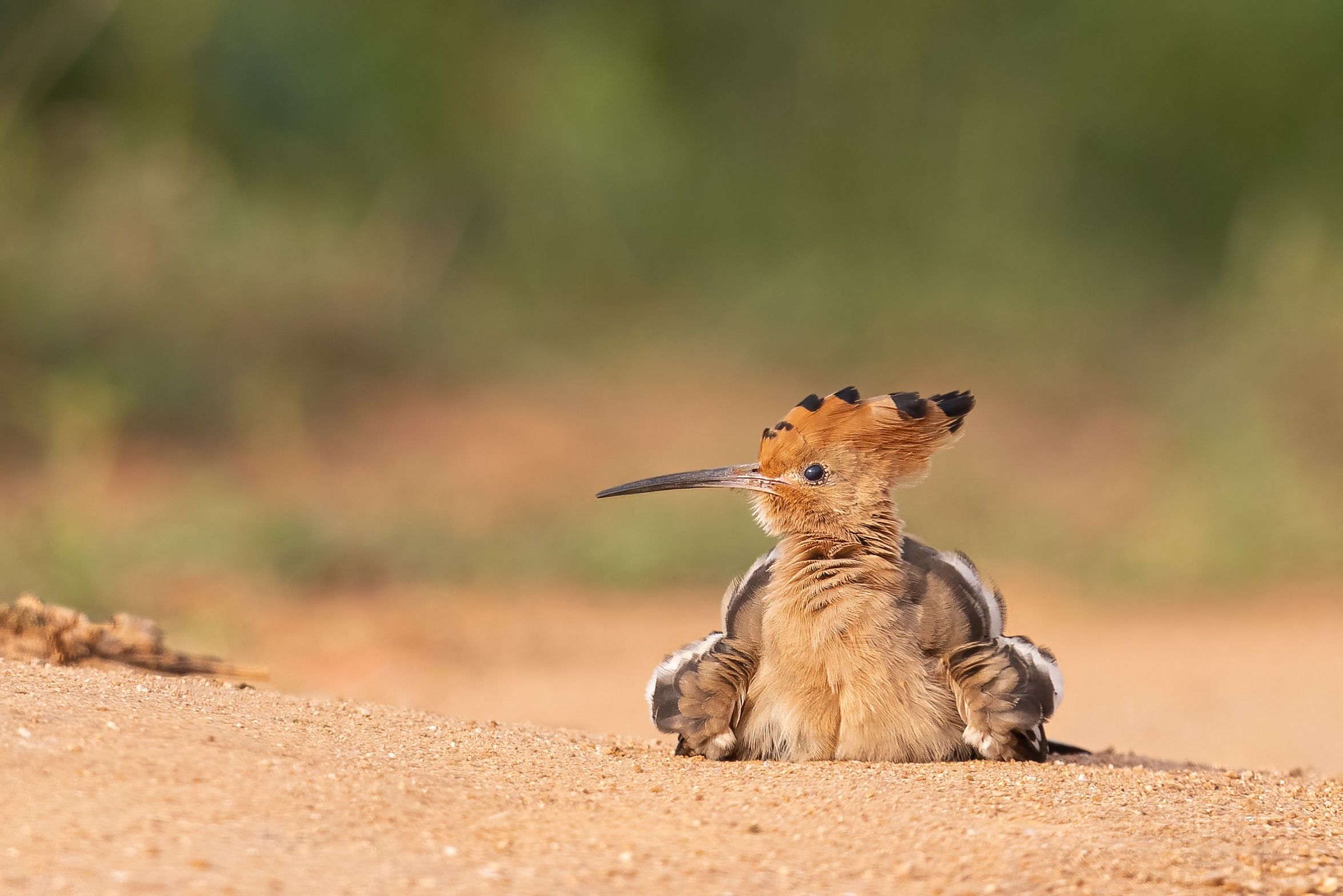
تصویر، یک هدهد معمولی (Upupa epops) را در حال خاک‌بازی در جاده‌ای روستایی نشان می‌دهد، رفتاری که احتمالاً برای تمیز کردن پرها و خلاص شدن از انگل‌ها انجام می‌شود.

هنگام خاک‌بازی، پرندگان روی خاک کُپ می‌کنند و بدن خود را به شدت تکان می‌دهند و بال‌های‌شان را به هم می‌زنند و با این کار خاک را به هوا پخش می‌کنند. همزمان، یک یا هر دو بال خود را باز می‌کنند که سبب می‌شود خاکِ پرتاب‌شده به هوا بین پرها بریزد و به پوست برسد. پس از خاک‌بازی نیز معمولاً بدن خود را به شدت می‌تکانند تا پرهای‌شان باد بخورد. بعد از آن نیز ممکن است با استفاده از نوک‌شان خود را تمیز کنند.
خاک‌بازی یکی از فعالیت‌های روزمرهٔ بلدرچین کالیفرنیایی است که از پرندگان بسیار اجتماعی نیز به‌شمار می‌رود. چند بلدرچین جایی از خاک را که به تازگی پاک شده یا نرم است انتخاب می‌کنند. سپس با استفاده از شکم خود حدود دو تا پنج سانتیمتر در خاک فرومی‌روند و بعد در شیارهایی که به وجود می‌آید خود را تکان می‌دهند و بال می‌زنند و پرهای‌شان را باد می‌دهند. این کار باعث می‌شود که خاک به هوا پرتاب شود. بلدرچین‌ها معمولاً نقاط آفتابی را برای خاک‌بازی ترجیح می‌دهند. پرنده‌شناسها می‌توانند با معاینهٔ خاک و کشف شیارهای مدوّری که با قطر هفت تا پانزده سانتیمتر در خاکِ نرم ایجاد شده پی به وجود بلدرچین‌ها در منطقه ببرند.
پرندگانی که غده‌ی چربی (uropygial gland) ندارند، مثل شترمرغ استرالیایی و شترمرغ آفریقایی و هوبره و کیوی، برای تمیز و خشک نگاه داشتنِ پرهای خود محتاج به خاک‌بازی هستند.

## مرغ خانگی
در مورد خاک‌بازی در مرغ‌های خانگی تحقیقات بسیاری صورت گرفته‌است. در خاک‌بازی معمولی، پرنده با پاها و نوک خود زمین را چنگ می‌زند و می‌خراشد. سپس پرهای خود را سیخ می‌کند و در خاک می‌نشیند. وقتی نشست، رفتار پرنده چهار وجه مشخصه دارد: لرزاندنِ عمودی پرها، مالیدن سر، کاویدن زمین با نوک، خراش زمین با یک پا. با این اعمال خاک بین پرها جمع و سپس تکانده می‌شود تا خاک باقی‌مانده در پرها لیپید زیادیِ پرها را بزداید و پرها خاصیت عایق بودن خود را حفظ کنند و نیز به دفاع پرنده در برابر انگل‌های خارجی کمک شود.

### ترجیح خاک به مواد دیگر
مرغ خانگی برای عمل خاک‌بازی خاک را به مواد دیگر ترجیح می‌دهد. وقتی گزینه‌های دیگری مثل تراشهٔ چوب، لینگوسلولز (خاک ارهٔ نرمِ پلت‌شده)، چمن مصنوعی بدون لایهٔ خاک، یا تکه‌های غذا در اختیار مرغ گذاشته شد، مرغ‌ها بیش از همه در لیگنوسلولز خاک‌بازی کردند. مدت زمان یک بار خاک‌بازی در تکه‌های غذا در مقایسه با لیگنوسلولز و تراشهٔ چوب بیشتر بود. بیشترین تکان دادن پرها و خاراندن در لیگنوسلولز مشاهده شد و در خاک‌بازی با تراشهٔ چوب و لیگنوسلولز، خاراندن و تمیز کردن پرها با نوک از سایر مواد بیشتر بود. مدت زمان نسبیِ الگوهای رفتاریِ پرنده در هر بار خاک‌بازی در مواد مختلف تفاوتی با هم نداشت. در سوی مقابل، تحقیقات دیگر نشان داد که برای خاک‌بازی، کاه یا تراشهٔ چوب جذابیت‌شان بیشتر از پر نیست.

### انگیزه
آنچه به پرنده انگیزهٔ خاک‌بازی می‌دهد ترکیبی است از تعامل‌های پیچیده میان عوامل درونی، که به مرور زمان به وجود می‌آیند، و عوامل جانبی، که به پوست و پرها مربوط می‌شود، و نیز عوامل خارجی مثل مشاهدهٔ خاک مناسب برای خاک‌بازی.

### عوامل درونی
علاقه به خاک‌بازی بر اساس ساعاتِ روز تغییر می‌کند. بیشترین خاک‌بازی در میانهٔ روز انجام می‌شود که خود نشان می‌دهد که یک نوع چرخهٔ شبانه‌روزیِ درونیِ انگیزه‌دهنده در پرنده وجود دارد. چنانچه امکان خاک‌بازی به پرنده داده نشود، تمایل به خاک‌بازی با گذشت زمان افزایش پیدا می‌کند. این امر ممکن است حاکی از ایجاد لورنزی انگیزه برای خاک‌بازی است.

### عوامل دیگر
به نظر می‌رسد که عوامل بیرونی در کنترل خاک‌بازی اهمیت چندانی نداشته باشند. خاک‌بازی نکردن سبب افزایش لیپید پرها می‌شود و این موضوع، چنانچه پرنده امکان خاک‌بازی را پیدا کند، سبب افزایش اعمال خاک‌بازی می‌شود. با این حال، اگرچه فرض بر این است که هدف از خاک‌بازی کاهش لیپید اضافهٔ پرهاست، هنوز ثابت نشده‌است که جمع شدن لیپید روی پرها علت اصلیِ خاک‌بازی باشد. در آزمایشی که وان لیر و همکاران از دانشگاه کشاورزی واگنینگنِ هلند در سال ۱۹۹۱ انجام دادند با پاشیدن لیپید روی پرها، معادل مقدار لیپیدی در عرض ۱ تا ۲ ماه روی پرهای پرنده جمع می‌شود، فقط موفق شدند مقدار اندکی مدت زمان خاک‌بازی را افزایش دهند. نکته‌ای دیگر این‌که، برداشتن غدهٔ چربی مرغ‌های خانگی، که منبع اصلی تولید لیپیدهاست، هیچ تأثیری روی خاک‌بازی پرنده نداشت. بنا بر این، معلوم می‌شود که آثار اصلی خاک‌بازی نکردنِ مرغان از طریق یک مکانیسم اصلی عمل می‌کند و نه مکانیسمی جانبی.

### عوامل خارجی
یکی از عوامل مهم خارجی «حرارت» است. بسامد خاک‌بازی در دمای ۲۲ درجهٔ سانتیگراد بیشتر از دمای ۱۰ درجه است. افزایش نور مریی نیز مؤلفه‌های خاک‌بازی را بیشتر می‌کند. وقتی مرغان به صورت انفرادی در قفس گذاشته شدند، حضور گروهی از مرغ‌ها، که در قفس‌شان امکان خاک‌بازی داشتند، در کنار آن‌ها میزان خاک‌بازی را در مقایسه با زمانی که در قفس‌های مجاور مرغی نبود افزایش داد که حاکی از تأثیر زیاد عامل اجتماعی بر خاک‌بازی است.
چکاوک‌ها و گنجشک‌های خانگی اغلب، پس از استحمام با آب، خاک‌بازی می‌کنند (این یکی از دلایلی است که برای خاک‌بازی کارکرد ضدانگل قائل شده‌اند). در کل، زمان و تلاشی که پرنده صرف استحمام و خاک‌بازی می‌کند نشاندهندهٔ وضع پرهایش است. پر وسیله‌ای کارامد و ظریف است، اما حفظ کارکرد آن پیوسته نیازمند مراقبت است.

### شبه‌خاک‌بازی
قفس‌های انفرادی مرغان تخمگذار معمولاً بدون مواد خاک‌بازی است. چون خاک‌بازی برای بهداشت پرنده مهم تلقی می‌شود، در مورد آثار خاک‌بازی روی مرغان تخم‌گذار پژوهش‌های دقیقی صورت گرفته‌است. در نبود مادهٔ خاک‌بازی، مرغ‌ها اغلب به شبه‌خاک‌بازی دست می‌زنند. در شبه‌خاک‌بازی، پرنده تمام رفتارهای معمول در خاک‌بازی را انجام می‌دهد اما این در حالی است که هیچ ماده‌ای برای خاک‌بازی وجود ندارد.

## پستانداران

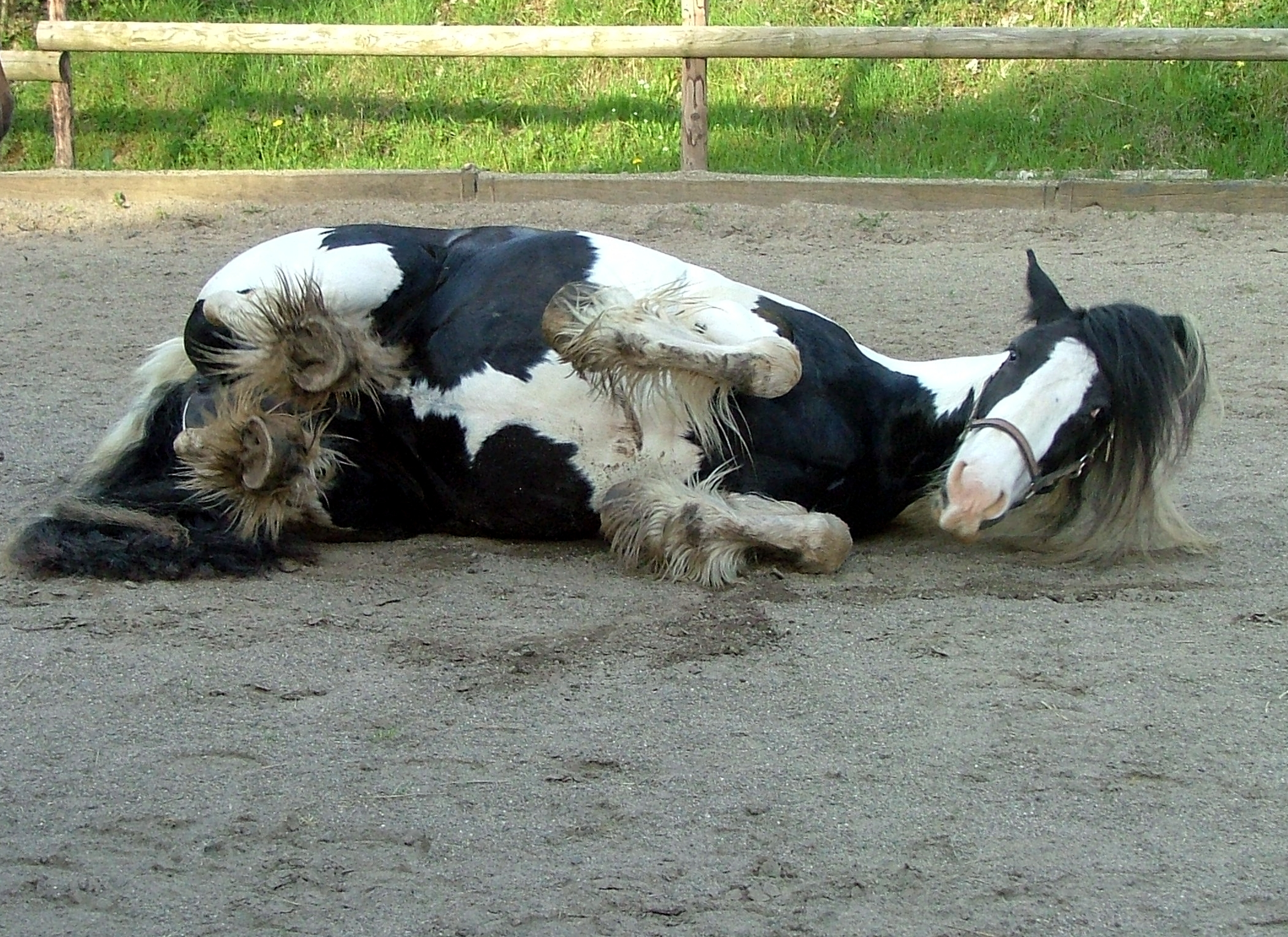
اسبی در حال خاک‌بازی

پستانداران خود را در خاک و ماسه غلت می‌دهند، احتمالاً برای این‌که انگل‌ها را از خود بزدایند یا خود را، پس از فعالیت یا خیس شدن، خشک کنند. یکی از اجزای سنّتی اصطبل‌ها ماسه‌غلتان است. ماسه‌غلتان عبارت است از یک محوطهٔ کوچک که اسب‌های مسابقه پس از تمرین خود را در آن غلت می‌دهند.
چنین پنداشته می‌شود که در برخی از پستانداران مثل دیگو، موش دوپا (یربوع)، و احتمالاً سنجاب زمینی بلدینگ خاک‌بازی کارکردِ ارتباطی داشته باشد، چرا که این جانداران بویی تند از خود در محوطهٔ خاک‌بازی به جا می‌گذارند. گفته شده که غلت خوردن در گل (که رفتاری است مشابه خاک‌بازی) نیز ممکن است کارکردهایی همچون کنترل دما، ایجاد پوشش در برابر نور آفتاب، مهار انگل‌های خارجی و به جا گذاشتن بوی جانور داشته باشد.
پستاندارانی که خاک‌بازی می‌کنند این‌ها هستند:
- گاومیش
- سنجاب زمینی دماغه
- چینچیلا
- گربه خانگی
- سگ خانگی
- دیگو
- فیل
- اسب
- موش دوپا
- موش کانگورویی
- لاما
- خوک
- سگ دشتی